# Abdus Samad Azad
Abdus Samad Azad, bangladeški politik in poslanec, * 15. januar 1922, Burakhali, provinca Sunamganj, Britanska Indija,  † 27. april 2005, Chennai, Tamil Nadu, Indija. 